# Infinito (Litfiba)
Infinito è l'ottavo album in studio del gruppo musicale italiano Litfiba, pubblicato il 22 gennaio 1999.
Il disco, l'ultimo in cui appare come cantante Piero Pelù prima della separazione durata fino al 2009, è dedicato al tema del tempo. Viene definito dalla band come l'ultimo disco di quella che avrebbe dovuto essere la tetralogia degli elementi - iniziata nel 1990 con l'uscita di El diablo - e divenuta in seguito pentalogia degli elementi considerando il tempo come quinto elemento. L'album è stato promosso durante l'Infinito Tour.

## Descrizione
Il disco costituisce una svolta nella discografia del gruppo. Seguito dell'acclamato Mondi sommersi, presenta musiche lontane dall'ormai caratteristico stile rock della band, con l'utilizzo di chitarre più morbide e di un suono meno aggressivo. La voce di Piero Pelù provoca non pochi dibattiti tra i fans del gruppo: il suo modo di cantare, femmineo e spesso vicino al falsetto, rappresenta una rivoluzione rispetto al suo tipico cantato aggressivo. I nove brani che compongono l'album, scritti da Piero Pelù e Ghigo Renzulli si muovono tra il pop, come il singolo Il mio corpo che cambia, e la sperimentazione rispetto alle musiche nere, come Frank, e addirittura al disco-pop, Mascherina. Il disco e il successivo tour, durante il quale i dissapori tra i due componenti principali portarono alla rottura definitiva, sono comunque grandi successi di pubblico, tanto che l'album arriva a vendere un milione di copie. Dal disco sono stati estratti i singoli Il mio corpo che cambia, Vivere il mio tempo e Mascherina. L'ultimo concerto del gruppo con Pelù alla voce fu l'11 luglio 1999 al Monza Rock Festival. Avrebbe dovuto tenersi il giorno prima, ma venne rinviato perché sul posto si abbatté un acquazzone.
L'album ebbe un notevole successo commerciale, per la forte promozione che ne seguì ma soprattutto per la dimensione pop e di facile ascolto dello stesso. In una video-intervista al duo Pelù-Renzulli svoltasi nel periodo della riunione i due ammetteranno di aver realizzato il disco a tavolino, cioè costruendolo con in testa l'interesse del mercato di massa nonché ripescando pezzi scartati dai precedenti lavori, e che, sulla lunga distanza, si è rivelato il disco che ha venduto di più all'interno della loro discografia.
Dal tour promozionale di questo album verrà tratto il doppio CD live '99 Live, pubblicato nel 2005 da Piero Pelù dopo l'acquisto dei master dell'Infinito Tour (che contengono le registrazioni dei live al Filaforum di Assago del 6 maggio 1999 e al Palastampa di Torino del 13 maggio 1999) e la versione Legacy Edition di infinito, che contiene la testimonianza del concerto del 6 maggio 1999 al Filaforum di Assago. L'album risulta il quarto più venduto in Italia nel 1999.

### Le tematiche
I testi, scritti interamente da Piero Pelù, non hanno una particolare coerenza tematica, anche se il tempo nelle sue varie declinazioni torna ripetutamente. Le liriche dei brani vanno così dall'intimismo (Il mio corpo che cambia, Incantesimo, Canto di gioia) alla critica sociale in senso molto largo (Nuovi rampanti e Mascherina). Troviamo poi anche un brano dedicato a un amico francese della band, Frank, uno legato alla lotta contro lo scorrere del tempo, dedicato durante il tour a Marco Pantani, Prendi in mano i tuoi anni, e una dolce ballata d'amore, Vivere il mio tempo, che Pelù dichiarò di aver scritto per le figlie. In Sexy Dream, Pelù duetta con Mara Redeghieri, storica voce degli Üstmamò.

## Accoglienza
In una recensione mista, Rockol lo ha definito «un disco riuscito a metà, in cui i buoni spunti sono sviliti da una formula musicale che forse comincia a essere logora», seppur apprezzando il lavoro di Pelù «impegnato a usare il maggior numero possibile di sfumature espressive della sua bellissima voce».
Al contrario, in una classifica dei migliori album pubblicati dal gruppo stilata da Rolling Stone Italia nel 2020, Patrizio Ruviglioni individua nella voce uno dei punti deboli, con particolare riferimento al brano Vivere il mio tempo che «con un arrangiamento più duro e un cantato meno androgino avrebbe raccolto molto di più».

## Tracce
Testi di Piero Pelù, musiche di Ghigo Renzulli.
1. Il mio corpo che cambia – 4:00
2. Mascherina – 4:09
3. Sexy Dream – 4:39
4. Canto di gioia – 4:09
5. Nuovi rampanti – 4:27
6. Prendi in mano i tuoi anni – 3:55
7. Vivere il mio tempo – 4:25
8. Frank – 3:14
9. Incantesimo – 5:43

Durata totale: 38:41

## Formazione
Gruppo
- Piero Pelù - voce, pianoforte in Vivere il mio tempo
- Roberto Terzani - tastiera, chitarra ritmica, campionamenti, cori
- Ghigo Renzulli - chitarra, programmazione, cori
- Daniele Bagni - basso, cori
- Franco Caforio - batteria

Altri musicisti
- Mara Redeghieri - voce (in Sexy Dream)
- Andrea Giuffredi - tromba e flicorno (in Il mio corpo che cambia)
- Federico Ferretti - Stile-Scratch (in Vivere il mio tempo, Frank)

## Singoli e videoclip
- Il mio corpo che cambia (promo, videoclip)
- Vivere il mio tempo (promo, videoclip)
- Mascherina (promo)

## Classifiche

### Classifiche settimanali
| Classifica (1999) | Posizione massima |
| ----------------- | ----------------- |
| Italia            | 1                 |
| Svizzera          | 44                |

### Classifiche di fine anno
| Classifica (1999) | Posizione |
| ----------------- | --------- |
| Italia            | 2         |